# Cullen Landis
Cullen Landis (Nashville, 9 luglio 1896 – Bloomfield Hills, 26 agosto 1975) è stato un attore statunitense che lavorò essenzialmente all'epoca del muto.

## Filmografia
- Joy and the Dragon, regia di Henry King (1916)
- Sunny Jane, regia di Sherwood MacDonald (1917
- The Checkmate, regia di Sherwood MacDonald (1917
- The Mainspring, regia di Henry King (1917)
- Who Is Number One?, regia di William Bertram - serial (1917)
- Little Miss Fixer - cortometraggio (1917)
- Mary's Boomerang - cortometraggio (1917)
- Her Awful Fix - cortometraggio (1918)
- Where the West Begins, regia di Henry King (1919)
- I proscritti di Poker Flat (The Outcasts of Poker Flat), regia di John Ford (1919)
- Upstairs, regia di Victor Schertzinger (1919)
- Almost a Husband, regia di Clarence G. Badger (1919)
- The Girl from Outside, regia di Reginald Barker (1919)
- Jinx, regia di Victor Schertzinger (1919)
- Pinto, regia di Victor Schertzinger (1919)
- Mary's Nightmare, regia di Scott Sidney - cortometraggio (1920)
- Going Some, regia di Harry Beaumont (1920)
- It's a Great Life, regia di E. Mason Hopper (1920)
- Bunty Pulls the Strings, regia di Reginald Barker (1921)
- Snowblind, regia di Reginald Barker (1921)
- Il vecchio nido (The Old Nest), regia di Reginald Barker (1921)
- L'asso di cuori (The Ace of Hearts), regia di Wallace Worsley (1921)
- The Infamous Miss Revell, regia di Dallas M. Fitzgerald (1921)
- The Night Rose rinominato Voices of the City, regia di Wallace Worsley (1921)
- Where's My Wandering Boy Tonight?, regia di James P. Hogan e Millard Webb (1922)
- Watch Your Step, regia di William Beaudine (1922)
- L'uomo con due madri (Man with Two Mothers), regia di Paul Bern (1922)
- Love in the Dark, regia di Harry Beaumont (1922)
- Crashin' Thru, regia di Val Paul (1923)
- Born Rich, regia di William Nigh (1924)
- Heroes of the Night, regia di Frank O'Connor (1927)